# Esporte Clube 14 de Julho (Sant'Ana do Livramento)
O Esporte Clube 14 de Julho é um clube brasileiro de futebol, com sede na cidade de Santana do Livramento, no estado do Rio Grande do Sul e suas cores são o vermelho, preto e amarelo. O 14 de Julho está entre os 5 clubes mais antigos do Brasil. O clube não tem relação nenhuma com o Grêmio Esportivo e Recreativo 14 de Julho de Passo Fundo.

## História

### Começo
A história do clube começa em 1902 com garotos que jogavam um esporte ainda pouco conhecido pelas pessoas, em um espaço onde hoje se encontra o Parque Internacional, praça que divide as cidades de Santana do Livramento e Rivera, no Uruguai.
om a adoção das cores vermelho e preto, o clube do interior do Rio Grande do Sul, se tornou o primeiro rubro-negro do Brasil, com o passar dos anos outros grandes clubes adotaram essas mesmas cores, como Brasil de Pelotas e Flamengo. Além desse feito, o Esporte Clube 14 de Julho é o terceiro clube mais antigo do país, com fundação em 14 de julho de 1902, fica somente atrás do Sport Club Rio Grande, também do RS, fundado em 19 de julho de 1900 e a Associação Atlética Ponte Preta, de Campinas, São Paulo, fundada em 11 de agosto de 1900.
O começo da caminhada do 14 de Julho é cheio de feitos históricos, que são lembrados até hoje. Em 1906, o clube aproveita a proximidade da cidade uruguaia e realiza um jogo contra o Rivera, vence pelo placar de 2 a 1 e conquista a primeira vitória internacional de um clube brasileiro. Já em 1909, foi o primeiro clube a conquistar um campeonato internacional, a Copa La France, no Uruguai, competição que ajudou a fundar.
Os primeiros anos de história do clube foram vitoriosos, mas não só de vitórias se vive um time,  também de reconhecimento. Cipriano Nunes Silveira, o Castelhano, jogador do clube de 1907 a 1929, com exceção apenas do ano de 1920, quando atuou pelo poderoso Santos, se tornou o primeiro jogador do estado do Rio Grande do Sul a ser convocado para a seleção brasileira. Além disso, o clube é um dos fundadores da Federação Rio-Grandense de Desportos, hoje conhecida como Federação Gaúcha de Futebol (FGF).
O apelido Leão da Fronteira surge com carinho e representação a garra com que os jogadores atuavam, pela localização e pelo grande número de uruguaios no time. O Leão sempre esteve presente no escudo do clube.
Esse começo de trajetória do clube foi muito importante, visto que, contribuiu para a evolução do esporte na cidade, no país ao lado e no estado.

### O passado recente
A história recente do time santanense não é tão vitoriosa como antigamente, o clube que passou por inúmeras dificuldades ao longo das últimas décadas, hoje não possui time de futebol. Entre 1998 e 2004, o primeiro rubro-negro do Brasil também ficou com o departamento de futebol fechado, mesma situação que ocorreu no final de 2013, quando a então diretoria encerrou suas atividades de futebol por causa das dificuldades de manter o time.

### Registro histórico
Em fevereiro de 2012, os jogadores Daniel Alves, Andrés Iniesta e Lionel Messi enviaram ao clube uma camiseta do Barcelona autografada, desejando boa sorte na temporada.

## Títulos

### Principais
| INTERNACIONAIS | INTERNACIONAIS                               | INTERNACIONAIS | INTERNACIONAIS |
|                | Competição                                   | Títulos        | Temporadas |
| -------------- | -------------------------------------------- | -------------- | --- |
| Uruguai        | Copa La France                               | 2              | 1909, 1912 |
|                | Copa Smith                                   | 2              | 1918, 1920 |
|                | Copa General Artigas                         | 1              | 1913 |
| REGIONAIS      |                                              |                | |
|                | Competição                                   | Títulos        | Temporadas |
|                | Taça Grooper                                 | 2              | 1940, 1941 |
| ESTADUAIS      |                                              |                | |
|                | Competição                                   | Títulos        | Temporadas |
|                | Campeonato Gaúcho                            | 1              | 1918 |
|                | Torneio da Morte                             | 1              | 1979 |
|                | Campeonato Região Fronteira                  | 7              | 1918, 1919, 1927, 1949, 1952, 1958, 1960 |
| MUNICIPAIS     |                                              |                | |
|                | Competição                                   | Títulos        | Temporadas |
|                | Campeonato Citadino de Santana do Livramento | 40             | 1906, 1907, 1908, 1909, 1910, 1911, 1912, 1913, 1914, 1915, 1916, 1917, 1918, 1919, 1920, 1921, 1924, 1927, 1928, 1929, 1930, 1931, 1932, 1934, 1941, 1943, 1944, 1945, 1949, 1951, 1952, 1955, 1956, 1958, 1959, 1960, 1964, 1965, 1966, 1982 |

## Campanhas
| Esporte Clube 14 de Julho      | Esporte Clube 14 de Julho | Esporte Clube 14 de Julho | Esporte Clube 14 de Julho  | Esporte Clube 14 de Julho |
| Torneio                        | Campeão                   | Vice-campeão              | Terceiro colocado          | Quarto colocado           |
| ------------------------------ | ------------------------- | ------------------------- | -------------------------- | ------------------------- |
| Copa La France                 | 2 (1909, 1912)            | 1 (1911)                  | nenhum                     | 1 (1910)                  |
| Copa Smith                     | 2 (1918, 1920)            | nenhum                    | nenhum                     | nenhum                    |
| Copa General Artigas           | 1 (1913)                  | nenhum                    | nenhum                     | nenhum                    |
| Taça Grooper                   | 2 (1940, 1941)            | nenhum                    | nenhum                     | nenhum                    |
| Campeonato Gaúcho - 1ª Divisão | 1 (1918)                  | nenhum                    | 3 (1927, 1949, 1958)       | 2 (1952, 1960)            |
| Campeonato Gaúcho - 2ª Divisão | nenhum                    | 1 (1979)                  | 4 (1955, 1964, 1984, 1992) | 2 (1965, 1983)            |
| Copa FGF                       | nenhum                    | nenhum                    | 1 (2012)                   | nenhum                    |
| Torneio da Morte               | 1 (1979)                  | nenhum                    | —                          | —                         |
| Campeonato do Interior Gaúcho  | nenhum                    | 3 (1927, 1949, 1958)      | —                          | —                         |
| Copa Governador do Estado      | nenhum                    | nenhum                    | 1 (1977)                   | nenhum                    |
| Copa Cícero Soares             | nenhum                    | 1 (1977)                  | nenhum                     | nenhum                    |